# Paripiranga
Paripiranga is een gemeente in de Braziliaanse deelstaat Bahia. De gemeente telt 29.727 inwoners (schatting 2009).

## Aangrenzende gemeenten
De gemeente grenst aan Adustina, Coronel João Sá, Pinhão (SE), Poço Verde (SE) en Simão Dias (SE).